# Tanigawadake-Seilbahn

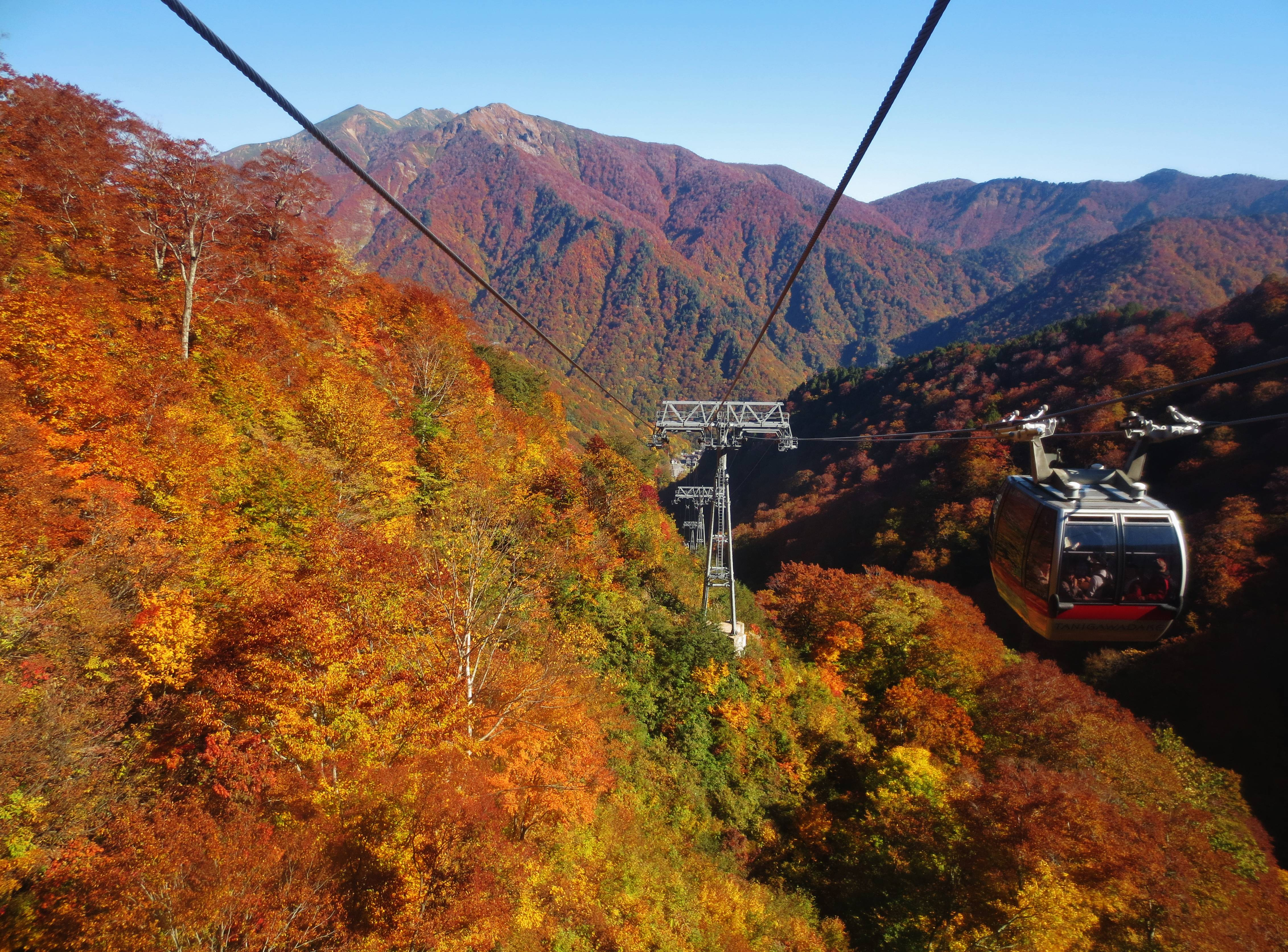
Tanigawadake-Seilbahn

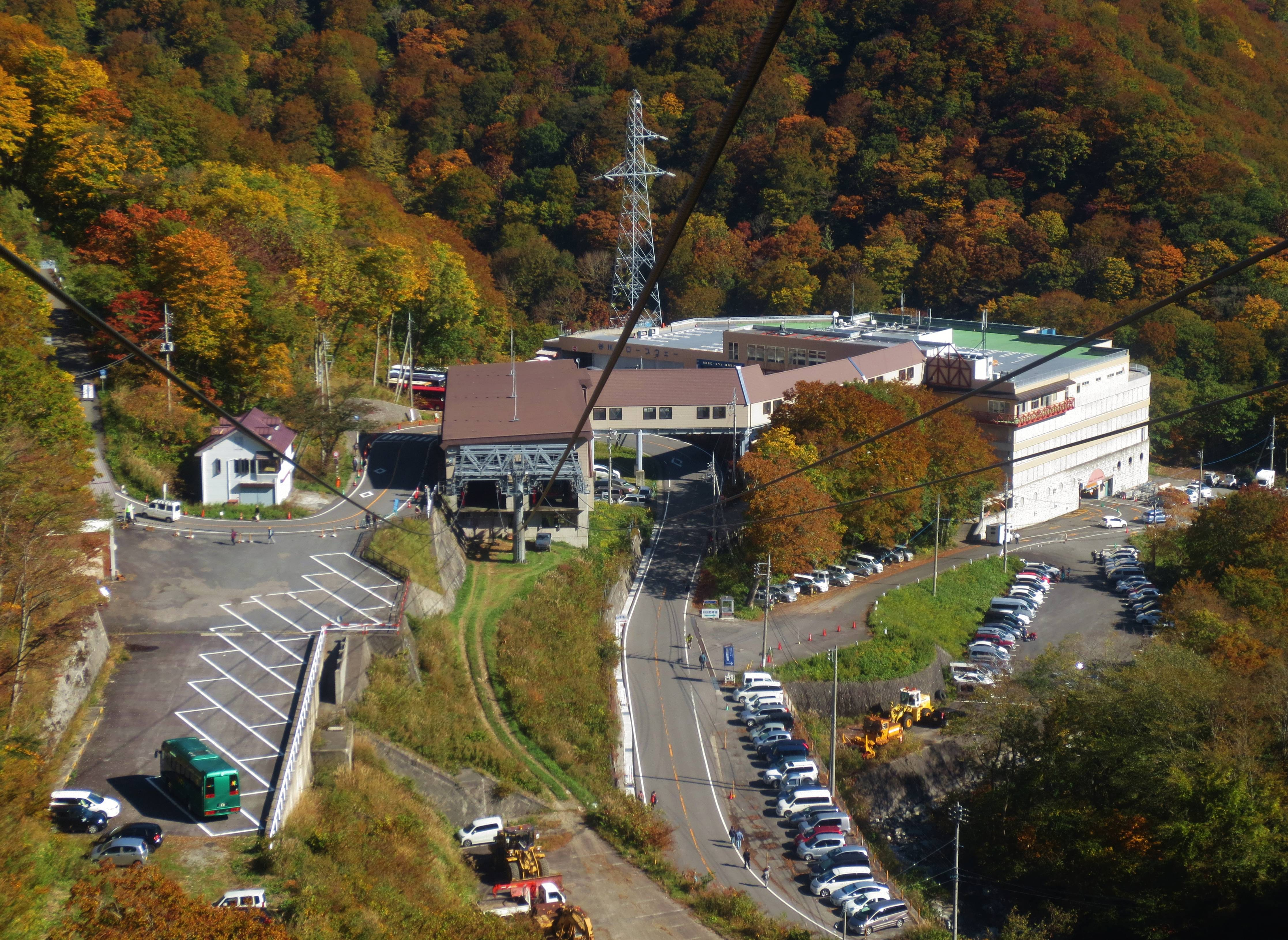
Talstation

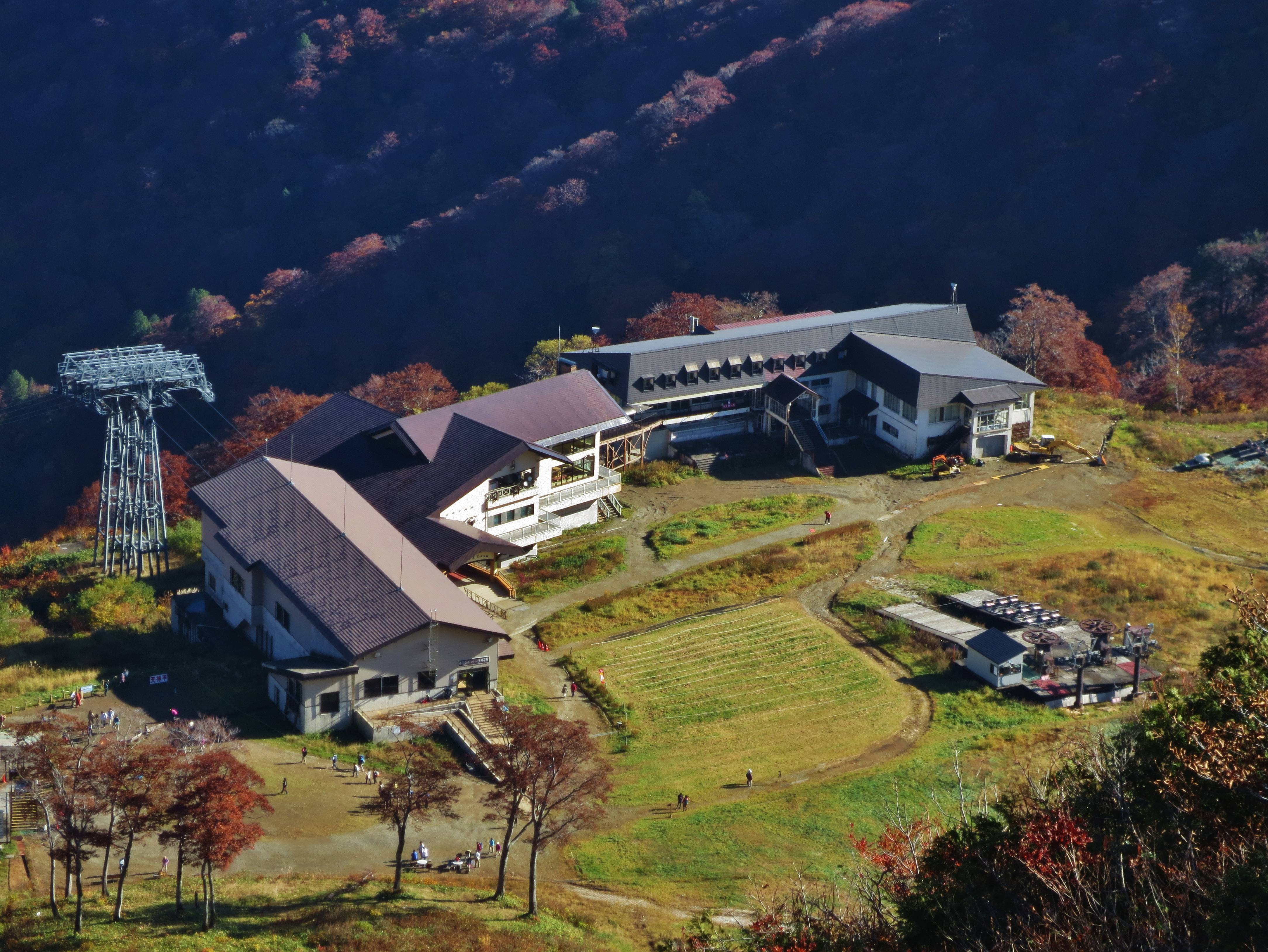
Bergstation

Die Tanigawadake-Seilbahn (jap. 谷川岳ロープウェイ Tanigawadake Rōpuwēi; engl. Tanigawadake Ropeway) ist eine Funitel-Gondelbahn in Japan. Sie befindet sich auf dem Gebiet der Stadt Minakami in der Präfektur Gunma, an der Ostflanke des Bergs Tanigawa-dake im Mikuni-Gebirge. Betrieben wird sie von der Tanigawadake Ropeway Co., Ltd., die zum Tourismuskonzern Hoshino Resorts gehört.

## Anlage
Bei der Anlage handelt es sich um eine Funitel von CWA Constructions, einem Unternehmen der österreichisch-schweizerischen Doppelmayr/Garaventa-Gruppe. Jede der 14 Kabinen bietet Platz für 22 Personen. Auf einer Länge von 2400 m überwindet die Bahn einen Höhenunterschied von 573 m. Die Talstation Doaiguchi liegt auf 746 m T.P. im Yubiso-Tal und ist knapp einen Kilometer vom Bahnhof Doai an der Jōetsu-Linie entfernt. Die Bergstation Tenjindaira liegt auf einer Höhe von 1319 m T.P. Während in der Sommersaison überwiegend Bergwanderer befördert werden, die weiter zum 1977 m hohen Gipfel des Tanigawa-dake hochsteigen wollen, richtet sich das Angebot in der Wintersaison an Skifahrer und Snowboarder, die zum Tanigawadake Tenjindaira Ski Resort unterwegs sind.

## Geschichte
Eröffnet wurde die Bahn am 11. Dezember 1960 in Form einer Dreiseilumlaufbahn des japanischen Herstellers Anzen Sakudō. Die Muttergesellschaft Tōbu Tetsudō wollte damit ihr Angebot im touristischen Bereich erweitern. Nur eine Woche nach Betriebsaufnahme geschah ein Unfall, als eine Kabine sich ungefähr bei der Streckenmitte vom Tragseil löste und etwa 15 Meter tief zu Boden stürzte; dabei gab es sechs Verletzte. Der Betrieb war daraufhin mehrere Monate unterbrochen und konnte am 20. März 1961 wiederaufgenommen werden. Eine weitere Betriebsunterbrechung von zwei Wochen Dauer gab es, nachdem ein Brand das zweite Stockwerk der Talstation zerstört hatte. Nach viereinhalb Jahrzehnten erfolgte der Umbau zu einer Funitel, die am 13. September 2005 in Betrieb ging. Damit verbunden waren eine höhere Geschwindigkeit und eine deutlich vergrößerte Kapazität. Am 1. März 2022 verkaufte Tōbu Tetsudō die Seilbahn vollumfänglich an Hoshino Resorts.